# Киндер Джой
«Киндер Джой» (англ. Kinder Joy, итал. Kinder Merendero) — конфеты, производимые итальянской кондитерской компанией «Ferrero» в рамках своего бренда Kinder. Они имеют пластиковую упаковку в форме яйца, которая разделяется на две части. Одна запечатанная половина содержит слои молочного крема, покрытые двумя вафельными какао-шариками, которые можно есть прилагаемой ложкой, а другая половина содержит игрушку. Производство «Киндер Джоя» началось в 2001 году, продаётся более чем в 100 странах мира.

## История

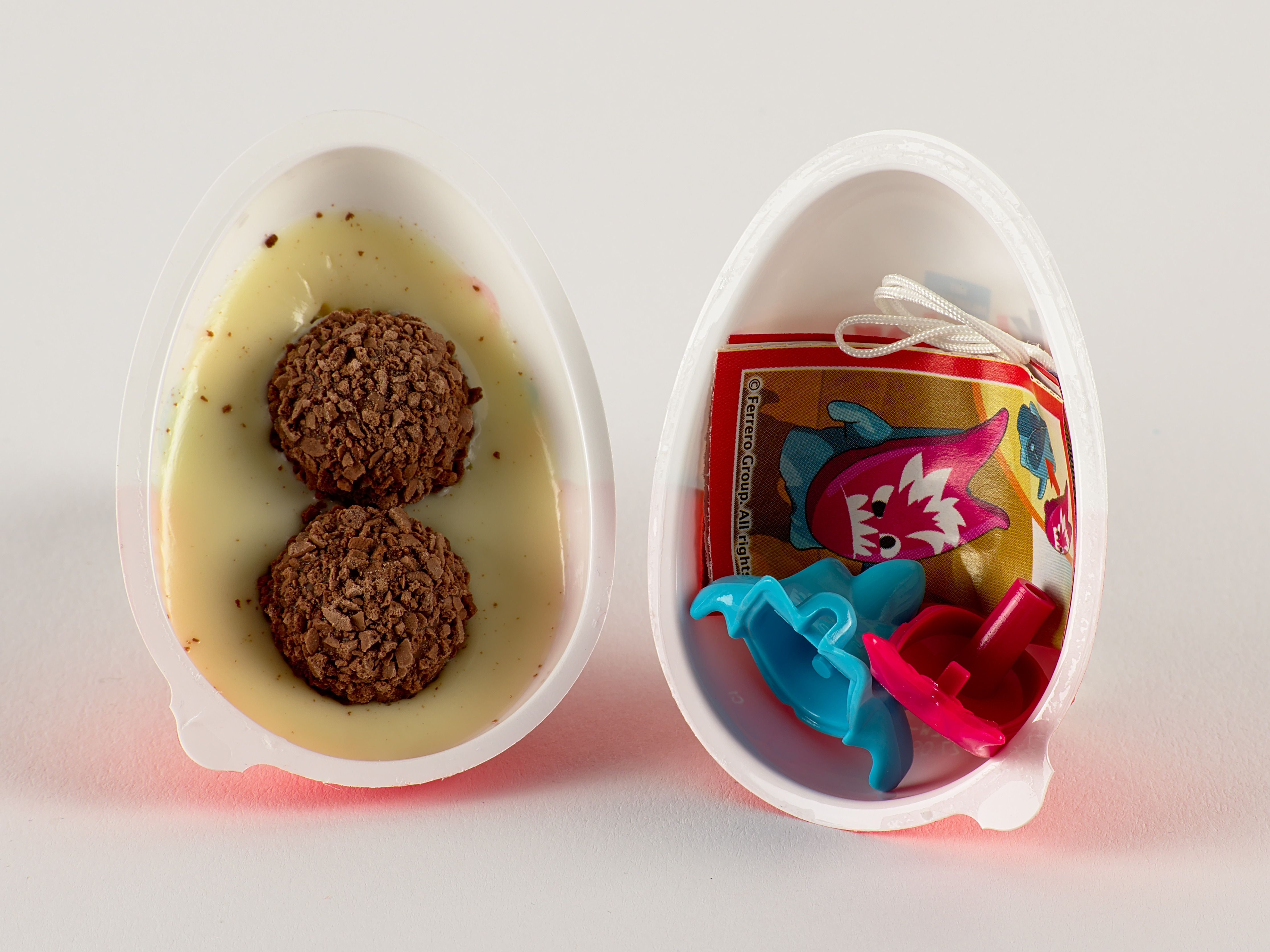
Половинки «Киндер Джоя»

«Ferrero» запустила производство «Киндер Джой» в Италии в 2001 году. Они стали продаваться в Испании с 2004 года, в Германии с мая 2006 года, в Китае и Индии с 2007 года. 
В 2011 году «Ferrero» открыла фабрику в Барамати (Индия), по производству яиц, а также других продуктов, включая Tic tac. В 2015 году компания открыла свой первый завод в Китае в районе Сяошань города Ханчжоу; «Киндер Джой» стал одним из самых продаваемых кондитерских изделий на китайском рынке и была удостоена награды за прорыв в инновациях.
«Киндер Джой» стал продаваться в Ирландии в 2015 году. В ноябре 2015 года «Ferrero» объявила, что будет продавать яйца в Великобритании с декабря 2015 года.
В мае 2017 года было объявлено, что «Киндер Джой» будут продаваться в США с 2018 года. При этом, в отличие от «Киндер Джоев», «Киндер-сюрпризы» запрещены в США Федеральным законом о пищевых продуктах, лекарствах и косметических средствах, который запрещает все пищевые продукты, содержащие встроенные в них непитательные предметы.
«Киндер Джой» производится также в Польше, Эквадоре, Камеруне и ЮАР.